# Біс (християнство)

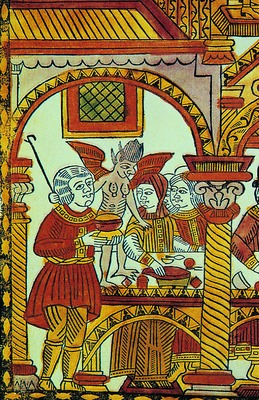
Трапеза нечестивих. Лубок. XVIII століття

Біс, також демон чи чорт — в Старому та Новому Заповітах — ангел, повалений з небес разом з дияволом. Слово «біс» часто звучить на івриті, як Шедім (або Шеди). В індоєвропейській мові «bhoi-dho-s» позначає те, що викликає страх, істоту яку потрібно боятись. В Біблії використовується слово біс для перекладу івр. dw (šed) і грец. δαίμονας. В той час як в слов'яно-російській літературі грецьке слово із ХІ перекладається як «демон».
Згідно з Біблією, після того, як один з вищих ангелів, Люцифер, загордився і побажав стати таким як Бог, третина ангелів його підтримала. Згодом Люцифер і його ангели за гріхопадіння були скинуті з небес та стали злісними духовними істотами, Сатаною та бісами.
Згідно з концепцією християнства, біси:
- Ненавидять все творіння Боже, особливо людей (як вінець творіння, тобто найкраще, що створив Бог);
- Постійно вводять людей в оману та обманюють тих, хто довіряє бісам (окультизм, магія, парапсихологія тощо);
- Можуть вселятися в людину, внаслідок чого людина стає одержимою ними, (біснуватою).

|            | Народ Мій допитується в свого дерева, і оголошує йому його палиця, бо дух блуду ввів їх в оману, і у блуді вони відступили від Бога свого. |
| — Ос. 4:12 | |

## Одержимість бісом
Згідно з християнським розумінням Біблії, одержимість — це стан, при якому в людину вселяється біс.
Одержимою може стати людина:
- Яка зневажає Бога;
- Яка читає молитви, які їй не дозволено читати;
- Яка є великим грішником;
- В якої є грішні батьки — одержимість дитини як кара батькам.

## У Біблії
У Біблії слово біс в перекладі Івана Огієнка згадується 19 разів.
1. Тільки-но Ісус вигнав біса з нього, як німий почав говорити. Люди здивувалися, кажучи: «Нічого подібного ще не траплялося в Ізраїлі». Та фарисеї казали: «Він виганяє біса з допомогою бісівського володаря!» (Мт. 9:33,34).
2. Прийшов був Іоан Хреститель, що не їв, як інші, та не пив вина, а вони кажуть: «У нього вселився біс». (Мт. 11:18)
3. Почувши це, фарисеї сказали: «Він виганяє бісів не інакше як за допомогою Вельзевула, бісівського царя». Мт. 12:24)
4. І якщо це правда, що Я виганяю бісів силою Вельзевула, то чиєю силою виганяють їх ваші послідовники? Тому вони й будуть суддями вашими! З іншого боку, якщо Я виганяю бісів силою Духа Божого, то це є доказом того, що Царство Боже вже прийшло до вас. (Мт. 12:27,28)
5. Учні Ісуса підійшли до Нього, коли Він був на самоті, й запитали: «Чому ми не змогли вигнати біса?» (Мт. 17:19)
6. Жінка була грекинею, народилася в Сирійській Финикії. Вона благала Ісуса вигнати біса з її дочки. (Мт. 7:26)
7. Тоді Ісус мовив до неї: «За цю відповідь можеш іти з миром; біс вийшов із твоєї дочки». Жінка пішла додому й побачила, що дочка її лежить у ліжку, а біс і справді залишив її. (Мт. 7:29,30)
8. Іоан сказав Йому: «Вчителю, ми бачили чоловіка, який виганяв біса Твоїм іменем. Ми намагалися зупинити його, оскільки він не є одним із нас». (Мр. 9:38)
9. І біси також виходили з багатьох людей, вигукуючи: «Ти Син Божий!». Але Ісус суворо забороняв їм говорити, бо вони знали, що Він — Христос. (Лк. 4:41)
10. Разом з ними подорожувало й кілька жінок, яких Ісус був зцілив від хвороб, або з яких Він вигнав злих духів: Марія з міста Маідали, з якої Ісус вигнав сімох бісів; (Лк. 8:2)
11. (Бо Ісус звелів нечистому вийти з того чоловіка. Адже нечистий часто вселявся в нього. Тоді доводилося в'язати того чоловіка ланцюгами та кайданами й тримати під вартою. Та щоразу він розривав ланцюги й розбивав кайдани і, гнаний бісом, тікав у безлюдні місця). Тож Ісус запитав його: «Як тебе звуть?» І той відповів: «Легіон», бо багато бісів вселилося в того чоловіка. (Лк. 8:29,30)
12. А неподалік на схилах пасся великий гурт свиней. То біси попросили Ісуса переселити їх у свиней. Й Ісус їм дозволив. (Лк. 8:32)
13. І люди повиходили, щоб побачити, що сталося. Вони підійшли до Ісуса й побачили того чоловіка, з якого вийшов біс, біля Ісусових ніг. Він був одягнений і при здоровому глузді. І люди злякалися. Свідки розповіли їм, як одержимий бісом був зцілений. (Лк. 8:35,36)
14. Ісус зібрав дванадцятьох Своїх апостолів, дав їм силу та владу над усіма бісами та здатність зцілувати недуги.(Лк. 9:1)

## Зображення
В християнському мистецтві біси, або демони, не персоніфіковані і зображаються в контексті біблейських сюжетів в різних видах. Найчастіше це малі антропоморфні фігурки чорного, сірого чи синього кольору, і такого ж кольору хітонами, із крилами або без них, із здибленим волоссям. Під впливом античних образів, наприклад. Сатира, біса зображує із шерстю, із копитами, хвостом і рогами. Найбільш ранні зображення біса зустрічаються як: в сценах зцілення біснуватих (наприклад, мініатюри Євангелія Раввули (Laurent. Plut. I.56, 586 р.), мозаїки Сант-Аполлінарія Нуово в Равенні, VI в.), спокушання Христа в пустелі (мініатюри Євангелія (Paris. gr. 510, IX ст.),Мінологія Василя II (Vat. gr. 1613, 976–1025 рр.), мозаїки собору в Монреалі (острів Сицилія), 1180–1190 рр., і Сан-Марко в Венеції, після 1200, розпис монастиря Хора (Кахрие-джамі) в К-поле, 1315–1321); в композиции «Страшный Суд» (миниатюра Евангелия (Paris. gr. 74, XI в.), икона XII в. (Синай), мозаики ц. Санта-Марія Асунта в Торчело, бл. 1130, розпис параклису монастиря  Хора, 1315–1321, розпис собору святого Миколая в Новгороді, 1-а чверть. XII ст. (із кігтями на лапах), розпис собору Різдва Богородиці Снетогорского монастиря, 1313 (із волоссям і бородою у виді голок які розходяться як віяло), на російських іконах XVI  ст. скинуті з неба Богом протиставляються тим які піднімаються до небесного Єрусалиму і крилатим монахам); та інші

## Дивись також
- Добро
- Зло
- Нечиста сила
- Сатана
- Чорт
- Лихо
- Люцифер
- Пекло